# Cadeia mais próxima
Em ciência da computação teórica, e em particular nos algoritmos textuais, a cadeia mais próxima é um problema computacional NP-difícil, que tenta encontrar o centro geométrico de um dado conjunto de cadeias de caracteres de entrada, a cadeia de distância mínima, de acordo com a distância de Hamming.